# Horrorkore Mixtape Teil 1
Horrorkore Mixtape Teil 1 ist die zweite Veröffentlichung des Berliner Independent Labels Horrorkore Entertainment. Die beiden im Mittelpunkt stehenden Protagonisten sind MC Basstard, welcher der Gründer des Labels ist, und Massiv, der die Mixtape-Plattform nutzt und sich als erster Neuzugang von Horrorkore vorstellt. Massiv konnte das am 16. Juni 2006 veröffentlichte Mixtape außerdem nutzen, um für sein später erschienenes Soloalbum Blut gegen Blut zu werben. Ein zweiter Teil wurde aufgrund des Weggangs Massivs von Horrorkore Entertainment nicht mehr veröffentlicht.
Inhaltlich sind die Songs des Mixtapes, neben den für Basstard typischen Horrorszenarien, die den Stil des Horrorcore-Rap ausmachen, auch teilweise politisch und persönlich angesiedelt. Durch, den von Palästinensern abstammenden Massiv wird der Release außerdem um eine Gangster-Rap Attitüde erweitert. Auch Partysongs, die für MC Basstard untypisch sind, befinden sich auf dem Mixtape.

## Titelliste
| CD 1 | CD 2 |
| --- | --- |
| 1. Intro – 0:14 2. Wir wollen alles – 2:58 3. Zur Erinnerung (feat. Automatikk) – 3:12 4. Ihr wollt sein wie wir (feat. Fler) – 4:39 5. Kein Sonnenschein – 1:22 6. Ende – 2:03 7. Straff (feat. Smoky) – 3:43 8. Meine Gegend (feat. Godsilla) – 2:28 9. Mein Augenlicht (feat. MC Bogy) – 3:14 10. Heimatland – 2:46 11. Keine Rapstarz Teil 1 – 1:49 12. Neid (feat. Taktlo$$) – 2:22 13. Raubüberfall – 3:45 14. Ich bin drauf (feat. Godsilla) – 2:37 15. Nichts (feat. Megaloh) – 4:16 16. Geile Sau – 2:25 17. Dieser Eine – 2:04 18. Rotlicht (feat. Frauenarzt & Chuky) – 3:19 19. Nix zu verlieren (feat. DJ Manny Marc) – 1:53 20. Keine Rapstarz Teil 2 – 1:25 21. Horrorkore Teil 1 – 3:13 22. Outro – 0:55 | 1. Wir wollen alles (Screwed & Chopped) – 3:19 2. Meine Gegend (feat. Godsilla) (Screwed & Chopped) – 2:49 3. Neid (feat. Taktlo$$) (Screwed & Chopped) – 3:17 4. Raubüberfall (Screwed & Chopped) – 5:57 5. Kein Bock auf Spielplatz – 2:14 6. Mahmoud – 3:06 7. Straßenkämpfer (feat. VS Mafia) – 2:57 8. Freestyle von MC Bogy – 1:31 9. Ihr bellt (feat. 4.9.0 Friedhof Chiller & Tarum) – 6:28 10. Stalker – 2:00 |

## Gastbeiträge

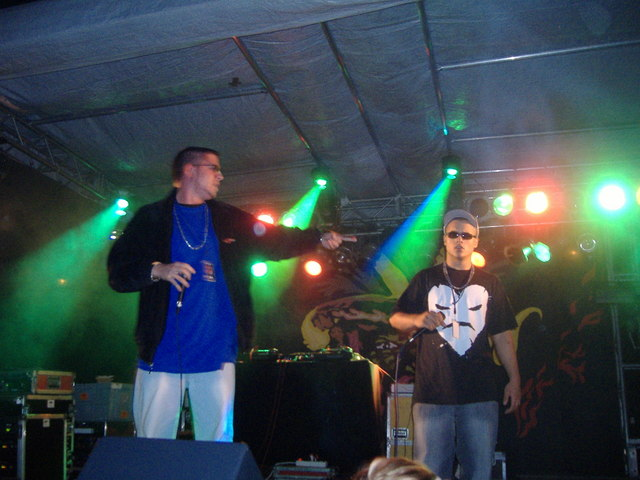
Rapper Godsilla (links)

Horrorkore Mixtape Teil 1 beinhaltet zahlreiche Gastbeiträge von deutschen Rappern. Die sich auf dem Tape befindenden Rapper sind ausschließlich dem Berliner Umfeld zuzuordnen. Neben Frauenarzt und MC Bogy, mit welchen Basstard einige Jahre zuvor die Formation Bassboxxx gebildet hat, befinden sich der I-Luv-Money-Records-Rapper Godsilla, Smoky, DJ Manny Marc, Automatikk, Megaloh, Chuky und der Aggroberliner Fler mit Gastparts auf dem Mixtape. Der Horrorkore-Stil wird außerdem noch von Tarum, der VS Mafia und den 4.9.0. Friedhof Chiller auf dem Tape bedient.

## Illustration
Das Cover zeigt die beiden Rapper vor schwarzem Hintergrund. Zwischen MC Basstard, der mit aufgerissenem Mund in die Kamera guckt, und Massiv, der einen ernsten Gesichtsausdruck hat, ist ein Blitz abgebildet. Im rechten, unteren Teil ist ein Warnhinweis für Eltern abgedruckt.